# Xuân Lương
Xuân Lương là một xã thuộc tỉnh Bắc Ninh, Việt Nam.

## Địa lý
Xã Xuân Lương có vị trí địa lý:
- Phía đông giáp xã Thiện Tân, tỉnh Lạng Sơn
- Phía tây giáp xã Trại Cau, tỉnh Thái Nguyên
- Phía nam giáp các xã Tam Tiến và Đồng Kỳ
- Phía bắc giáp các xã Dân Tiến và Tràng Xá, tỉnh Thái Nguyên.

Xã Xuân Lương có diện tích 99,67 km², dân số 19.226 người, mật độ dân số đạt 192 người/km².

## Lịch sử
Ngày 16 tháng 6 năm 2025, Ủy ban Thường vụ Quốc hội ban hành Nghị quyết số 1658/NQ-UBTVQH15 của UBTVQH về việc sắp xếp các đơn vị hành chính cấp xã của tỉnh Bắc Ninh năm 2025. Theo đó, sắp xếp toàn bộ diện tích tự nhiên, quy mô dân số của các xã Đồng Tiến (huyện Yên Thế), Canh Nậu và Xuân Lương thành xã mới có tên gọi là xã Xuân Lương.